# Leles Carrión
María de los Ángeles Carrión Ejido (Alpera, Albacete, 22 de febrer de 1997) és una futbolista espanyola, que juga en la posició de migcampista.
Formada al Fundación Albacete, ha estat internacional amb Espanya en categories inferiors, on va ser subcampiona del Món sub17 i ja ha jugat amb les seleccions sub19 i sub20. Per a la temporada 2016-17, va fitxar pel València CF, tornant al Fundación Albacete dos anys després.